# Sushi

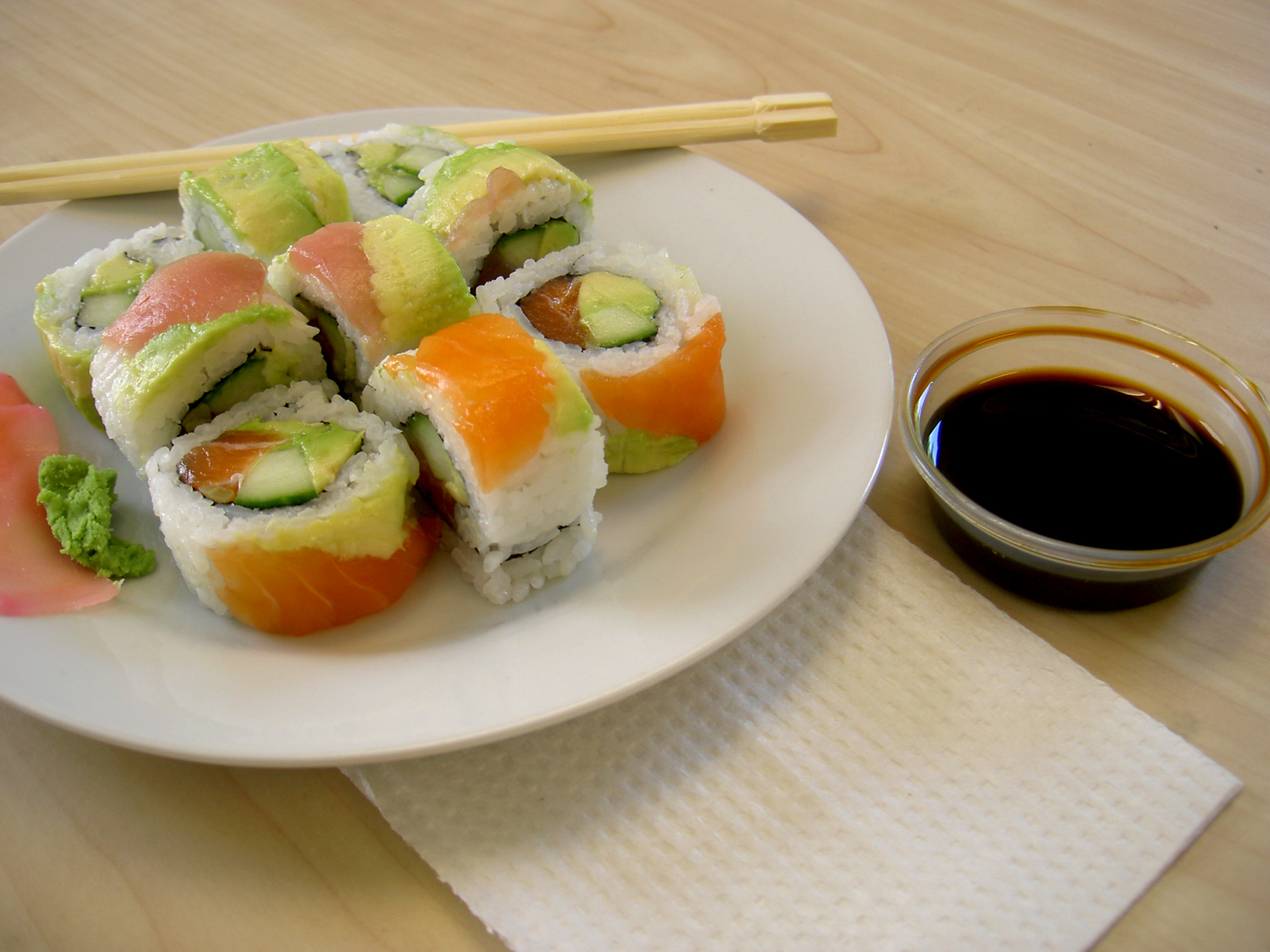
Maki-sushi, geserveerd met sojasaus

Sushi (Hiragana: すし, Kanji: 寿司, 鮨) is een gerecht uit de Japanse keuken met een doorsnede van enkele centimeters. Het bestaat altijd uit afgekoelde gekookte rijst (鮨飯, sushi-meshi) en vaak ook uit zeewier en is met rijstazijn gezuurd. Dit wordt meestal gecombineerd met andere ingrediënten (ネタ, neta) zoals vis of zeevruchten, gebakken ei, groenten en soms tropische vruchten. De ingrediënten en presentatie van sushi kunnen sterk uiteenlopen, maar het ingrediënt dat alle sushi gemeenschappelijk hebben is rijst.
Sushi wordt traditioneel bereid met witte rijst, maar ook bruine rijst is mogelijk. Sushi wordt vaak bereid met rauw zeevoedsel, zoals zalm, tonijn, paling, makreel en surimi. Sommige veelgebruikte sushivarianten maken ook gebruik van gekookte ingrediënten. Rauwe vis (of soms vlees) in plakjes en geserveerd zonder rijst wordt sashimi genoemd. Sushi wordt vaak geserveerd met gember, wasabi en sojasaus. Soms wordt daikon als garnering gebruikt.

## Geschiedenis

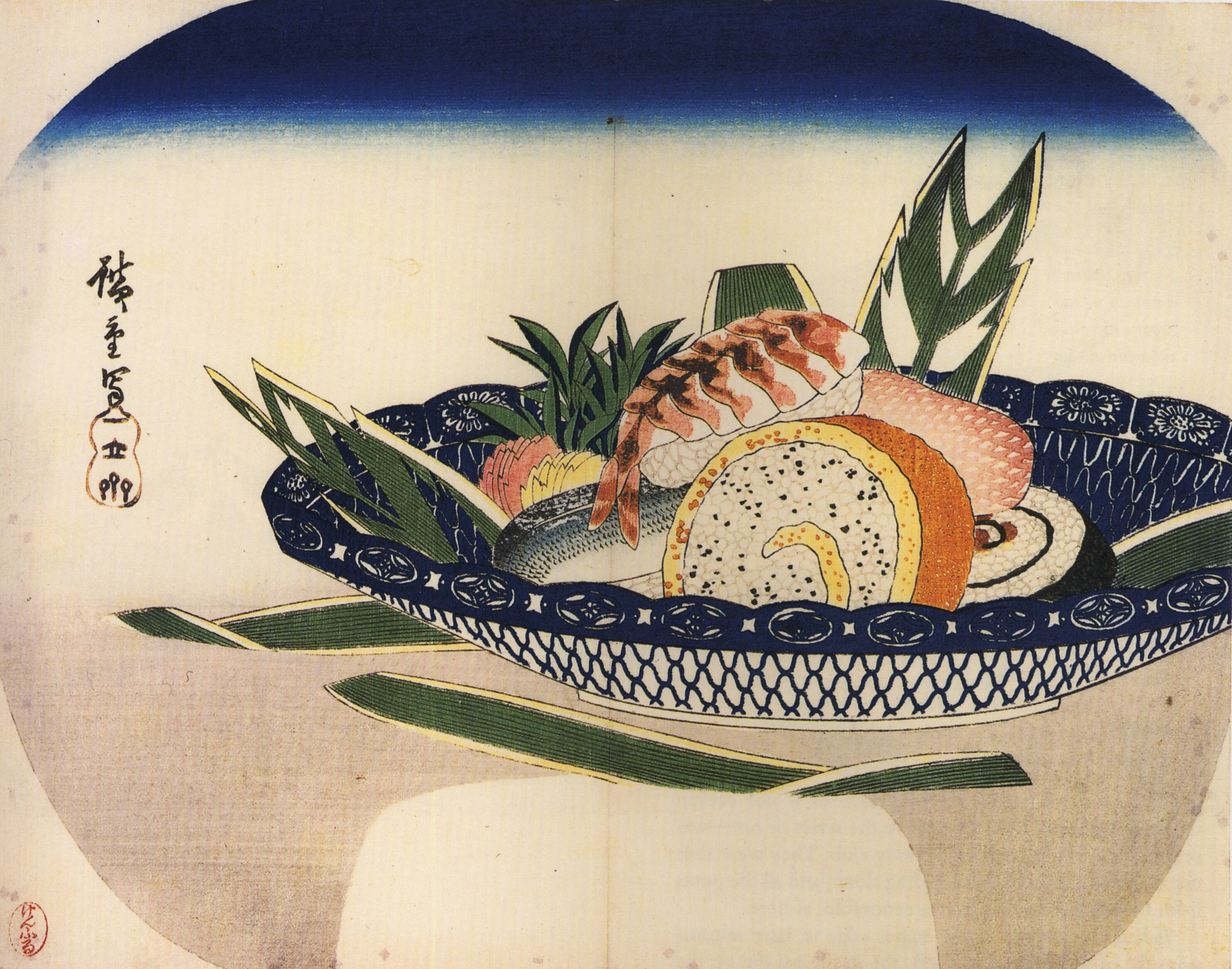
Een ukiyo-e van een schaaltje sushi, Hiroshige Utagawa (1797–1858)

De oorsprong van sushi ligt in de conservering van vis door het te laten fermenteren met rijst, wat aan het begin van onze jaartelling in Zuidoost-Azië een gebruikelijke praktijk was. De vis werd in de gekookte rijst gelegd, fermenteerde en was zo tot een jaar lang houdbaar. In tegenstelling tot moderne sushi werd de rijst weggegooid en enkel de vis gegeten. Deze conserveringsmethode verspreidde zich over de rest van Azië en bereikte uiteindelijk ook Japan, waar men aan het begin van de Edoperiode (1603–1868) ook de rijst mee begon te eten wanneer de vis nog niet volledig gefermenteerd was. Toen steeds meer Japanners zich verse vis konden veroorloven werd rijstazijn toegevoegd om de enigszins zure smaak van de gedeeltelijk gefermenteerde rijst na te bootsen. 
Sushi begon als street food, maar is dankzij de rijke variatie aan vis in de baai van Tokio en de ambachtelijk georiënteerde houding van Japan uitgegroeid tot een delicatesse. Het was uiteindelijk aan het begin van de negentiende eeuw in Tokio dat de tegenwoordige sushi vorm kreeg, met verschillende soorten vis, zeevruchten, groente en zeewier, samen bereid in kleine, sierlijke hapjes. Aan het begin van de twintigste eeuw verspreidde deze sushi zich over de rest van Japan en in de tweede helft van de twintigste eeuw over de rest van de wereld.

## Ingrediënten
Sushi kent meerdere ingrediënten, waarvan de rijst altijd terugkomt en de overige ingrediënten aanvullend zijn.

### Rijst
De gebruikte rijst wordt ook wel meshi (飯) genoemd. De rijstkorrels zijn kort en dik. Eenmaal gekookt maakt dit de rijst erg kleverig waardoor het goed kneedbaar is. De rijst smaakt licht zuur door de tijdens de bereiding gebruikte rijstazijn. Daarnaast wordt vaak ook een zoete rijstwijn mirin en wat zout aan de rijst toegevoegd. De rijst kan geheel koud maar ook lauw worden opgediend.

### Nori
Bij veel soorten sushi wordt zeewier gebruikt, nori (海苔) genaamd, dat in dunne velletjes wordt verwerkt. De voor nori gebruikte zeewier is purperwier. Het werd in Japan oorspronkelijk gewonnen door de wier af te schrapen van de kades in de haven en het vervolgens in de zon te laten drogen. Tegenwoordig wordt de plant aan in zee uitgespannen netten gekweekt, mechanisch geoogst en vervolgens in dunne plakken gedroogd, waarna het ten slotte kant-en-klaar op maat gesneden wordt.

### Vis en overige
Van de overige ingrediënten zijn rauwe vis en wasabi verreweg het meest bekend. De rauwe vis is altijd afkomstig uit de zee, omdat riviervissen schadelijke bacteriën kunnen bevatten. Wordt er wel vis uit de rivier gebruikt, dan wordt deze vooraf eerst licht gebraden of gekookt. In Europa zijn zalm, tonijn en makreel de meest gebruikte vissoorten. Behalve vis worden ook andere zeevruchten gebruikt als ingrediënten voor sushi, zoals garnaal, krabben en inktvis. Tevens komt viskuit, de rijpe eieren van een vis, in sommige sushi terug. Naast vis en andere zeevruchten worden ook veel groenten gebruikt, waarbij wortel, komkommer, avocado, asperge en maïs het meest bekend zijn, met name in het Westen.

## Soorten
Sushi kent veel verschillende soorten, waarbij rijst het ingrediënt is dat altijd terugkomt. De overige ingrediënten en hoe deze tot een eetbaar hapje gecombineerd worden bepalen vervolgens de soort sushi.

### Maki
De bekendste soort sushi in het Westen is maki (巻), wat letterlijk gerold betekent. De rijst wordt samen met de overige ingrediënten op een vel nori gelegd en dan stijf opgerold in een cilinder van ongeveer drie centimeter in doorsnee. Daarna wordt de rol in meestal zes of acht plakjes gesneden. Er zijn meerdere soorten maki. Zo is futomaki een wat dikkere rol van ongeveer vier centimeter die behalve de rijst vaak drie verschillende andere vullingen kent. Hosomaki daarentegen is een dunnere rol van ongeveer twee centimeter doorsnee met meestal maar één andere vulling. Uramaki is een variant waarbij juist de overige ingrediënten in de nori gewikkeld worden en de rijst aan de buitenkant zit. Een in de westerse wereld veel gegeten Uramaki is de binnenstebuiten rol, zoals de California Roll. Een wat afwijkende vorm van maki ten slotte is temaki waar de rijst en andere ingrediënten niet gerold maar in een ongeveer tien centimeter lange puntzak van nori gestopt worden.

### Nigiri
Nigiri (握り) betekent letterlijk pakken of vormen in de hand, en is het bekendste type sushi in Japan. Het is een soort sushi waarbij een klein bolletje rijst met de vingers gevormd wordt met daarbovenop een stukje rauwe vis gedrukt. Om dit bij elkaar te houden, in het geval van bijvoorbeeld gladde inktvis of paling, wordt er ook soms wel een dun reepje nori omheen gebonden. Temari is een variant van nigiri waarbij de rijst en de vis samen tot een balletje gerold worden. Wasabi is de bindende factor. De ‘gunkan’ (slagschip) vorm heeft een dikke band van nori om de shari (rijstbal), zodat de kleine en/of glibberige stukken (zalmeitjes) op de rijst blijven liggen.

### Oshi
Gewoonlijk in Japan genoemd als Oshi-zushi, wat fijngedrukte sushi betekent. Bij oshi (押し) wordt de sushi in een houten bakje tot rechthoekige blokjes geperst, waarbij in het midden tussen de rijst vaak groente of een reepje nori komt en de vis of andere zeevruchten bovenop. In tegenstelling tot de meeste sushisoorten die hun oorsprong in Tokio kennen, is oshi afkomstig uit Osaka, de tweede stad van Japan.

### Inari
Inari (稲荷) is een minder bekende soort sushi waarbij de rauwe vis volledig afwezig is. In plaats daarvan is het enkel de sushirijst die in een klein zakje van gefrituurde tofoe (genaamd aburaage) gestopt wordt. Vaak bevat de aburaage veel olie na het frituren. Daarom wordt deze nog kort gekookt om het vetpercentage te verlagen. Vervolgens wordt het even gekookt in sojasaus  (zwarte saus) en dashi. Na het afkoelen wordt de rijst pas toegevoegd.

### Chirashi
Chirashi (ちらし) betekent verspreiden en is een andere soort sushi die nogal afwijkt van de meer bekendere vormen zoals maki en nigiri. Bij chirashi wordt een kom met rijst gevuld, waarna de overige ingrediënten toegevoegd worden. Dit kan ongekookt, waarbij de vis en groenten meestal bovenop gelegd worden, maar ook kunnen ze gekookt door de rijst heen gemengd worden. Er zijn echter behalve de rijst geen vaste overige ingrediënten en binnen Japan zijn er veel regionale verschillen.

## Topping en vulling
| Naam       | Vertaling         | Japanse naam |
| ---------- | ----------------- | ------------ |
| Ama-ebi    | Zoete garnaal     | アマエビ     |
| Ebi        | Garnalen          | エビ         |
| Hamachi    | Geelvinmakreel    | ハマチ       |
| Hokkigai   | Surfmossel        | ホッキ貝     |
| Hotategai  | Sint-jakobsschelp | ホタテ       |
| Ika        | Inktvis           | イカ         |
| Ikura      | Zalmkuit          | イクラ       |
| Inari      | Gebakken tofoe    | いなり       |
| Kani       | Krab              | カニ         |
| Kappa-maki | Komkommer-maki    | カッパ巻き   |
| Maguro     | Tonijn            | マグロ       |
| Saba       | Makreel           | サバ         |
| Sake       | Zalm              | 鮭           |
| Suzuki     | Zeebaars          | スズキ       |
| Tako       | Octopus           | タコ         |
| Tamago     | Ei                | たまご       |
| Tobiko     | Vliegviskuit      | トビコ       |
| Unagi      | Paling            | ウナギ       |

## Supplementen
De sushi kan naar smaak worden gedoopt in sojasaus die in Japan bij vrijwel elk gerecht wordt geserveerd. Een andere bij sushi veel geserveerde smaakmaker is wasabi, een zeer scherpe, op mierikswortel gelijkende groene mosterdachtige pasta. Naar wens kan deze met de sojasaus gemengd worden. Door een Japanse chef-kok, Naomichi Yasuda, wordt echter gesteld dat het mengen van sojasaus en wasabi een "not done is".  Overigens wordt door sommige koks ook al tijdens de bereiding wasabi toegevoegd aan de sushi vanwege de antibacteriële werking ervan. Op deze manier kan het eten van rauwe vis veiliger worden gemaakt en kunnen vervelende geurtjes tegen worden gegaan.
Als bijgerecht wordt meestal gari geserveerd, dunne plakjes ingemaakte gember. De gember is vaak felroze of beige van kleur en dient om de smaak te neutraliseren zodat de volgende sushi weer goed geproefd kan worden. Verder wordt naast sushi vaak daikon geserveerd, ingemaakte rettich, een groente die qua smaak vergelijkbaar is met radijs. De daikon is meestal ingemaakt en heeft dan een fel gele kleur.
Bij de sushi drinkt men over het algemeen bittere groene thee, die in Japan gratis wordt geserveerd en evenals gari het doel heeft de smaak te neutraliseren. Tegenwoordig wordt in plaats van thee ook steeds vaker bier bij de sushi gedronken. Sake, een Japanse alcoholische drank, wordt soms vooraf gedronken, maar heel erg veelvoorkomend is het niet omdat sushi voornamelijk uit rijst bestaat en sake ook gebaseerd is op rijst. Japanners zien dit als dubbelop. Overigens drinken Japanners hun sake koud en dus niet warm zoals in het Westen. Koude sake komt de smaak ervan ten goede.

## Eetwijze
Sushi wordt in Japan op verschillende manieren gegeten:
- In restaurants, waar sushigerechten à la carte of in kant-en-klare sets besteld kunnen worden. Vaak zijn er in plastic uitgevoerde voorbeelden van de gerechten uitgestald in de etalage, zodat de keus voor allen eenvoudig is.
- In sushibars, waar de gasten rond een lopende band zitten waarbinnen een aantal koks de sushi klaarmaken. De bordjes met sushi worden op de lopende band gezet en de gasten kunnen zo kiezen wat ze willen eten. Ook is er vaak een mogelijkheid om specifieke sushi te bestellen. De bestelling wordt dan op de lopende band gezet met een briefje waarop het tafelnummer van de gast vermeld staat. De koks variëren de ingrediënten, zodat de gasten de neiging hebben veel te eten. De bordjes hebben verschillende kleuren, die aangeven wat de kosten van het gerecht zijn. Zo zal bijvoorbeeld sushi met rauwe garnalen duurder zijn dan sushi met komkommer.
- Als afhaalmaaltijd, verkrijgbaar bij restaurants maar ook vaak in supermarkten en kiosken. De sushi kan dan thuis of onderweg gegeten worden.

Sushi wordt in tegenstelling tot sashimi traditioneel niet met stokjes gegeten maar met de hand. De Japanners steken een sushi in zijn geheel in hun mond, hoewel velen ook stokjes gebruiken. De meeste westerlingen vinden het echter een wat grote hap, zij zullen de sushi liever afhappen. Ook dippen Japanners de kant van de sushi waar de vis zit in de sojasaus en dus niet de kant waar de rijst zit, dit voorkomt dat de rijst uit elkaar valt en dat er te veel sojasaus de smaak 'verpest'.

## Mondiale sushi-trend
Er zijn twee hoofdstromingen: de westerse sushi en de traditionele Japanse sushi.
Voorbeelden van de westerse sushi zijn de Californian roll en sushivarianten die zijn ontwikkeld door sushiketens in Californië. Kenmerkend hiervoor zijn gebruik van voorverpakte bevroren vis en een relatief snelle bereiding. Redenen hiervoor zijn dat ze vaak afhankelijk zijn van Japanse voedselleveranciers die gebruikmaken van ingeblikte producten, lang houdbare producten, bevroren producten, gebruik van andere Japanse ingrediënten (zoals mayonaise) en het gebruik van sushimachines om sushi te maken.
Japanse sushi heeft zijn wortels in de traditionele bereidingswijze. Het doel is de smaak van de vis te extraheren, wat kan betekenen dat het fermentatieproces soms een week kan duren om de vis op smaak te krijgen (zoals het geval is bij de blauwvintonijn). Er wordt ook rekening gehouden met het leefgebied van de vissen door gebruik te maken van producten uit de baai van Tokio.